# Torneo Nacional de Ascenso 1996-97
La temporada 1996-97 del Torneo Nacional de Ascenso fue la quinta edición del torneo argentino de segundo nivel para equipos de baloncesto creado en 1992.
El campeón fue Belgrano de San Nicolás, que derrotó en la final a Newell's Old Boys de Rosario y obtuvo el ascenso directo. Por su parte, el equipo rosarino disputó un repechaje ante Obras Sanitarias de Buenos Aires por una plaza en la siguiente Liga Nacional, lugar que quedó en manos del equipo de la máxima división.
Respecto a la temporada pasada San Andrés de Malaver ocupó la plaza de Mendoza de Regatas, Newell's Old Boys ocupó la plaza de Ateneno Popular Versailles e Instituto ocupó la plaza de Estudiantes de Olavarría.

## Equipos participantes
| Club                        | Procedencia               | Estadio                     |
| Belgrano                    | San Nicolás, Buenos Aires | Estadio Fortunato Bonelli   |
| SIDERCA                     | Campana, Buenos Aires     |                             |
| San Andrés                  | Malaver, Buenos Aires     |                             |
| La Unión                    | Colón, Entre Ríos         | Estadio Carlos Delasoie     |
| Echagüe                     | Paraná, Entre Ríos        | Estadio Luis Butta          |
| Gimnasia y Esgrima          | La Plata, Buenos Aires    | Polideportivo Víctor Nethol |
| Independiente               | Neuquén, Neuquén          | Estadio La Caldera          |
| Ben Hur                     | Rafaela, Santa Fe         | Estadio 17 de Junio         |
| Estudiantes                 | Santa Rosa, La Pampa      |                             |
| Central Entrerriano         | Gualeguaychú, Entre Ríos  | Estadio José María Bértora  |
| Santa Paula                 | Gálvez, Santa Fe          |                             |
| Universidad de Buenos Aires | Ciudad de Buenos Aires    |                             |
| Instituto                   | Córdoba, Córdoba          | Gimnasio Ángel Sandrín      |
| Libertad                    | Sunchales, Santa Fe       | El Hogar de los Tigres      |
| Newell's Old Boys           | Rosario, Santa Fe         | Estadio Claudio Newell      |
| Deportivo Valle Inferior    | Viedma, Río Negro         | Estadio Sol de Mayo         |

## Posiciones finales
| Equipo | Equipo                      |
| ------ | --------------------------- |
| 1.°    | Belgrano (San Nicolás)      |
| 2.°    | Newell's Old Boys           |
| 3.°    | Ben Hur                     |
| 4.°    | San Andrés (Malaver)        |
| 5.°    | Estudiantes (Santa Rosa)    |
| 6.°    | Independiente (Neuquén)     |
| 7.°    | Libertad                    |
| 8.°    | SIDERCA                     |
| 9.°    | Instituto                   |
| 10.°   | Gimnasia y Esgrima La Plata |
| 11.°   | Santa Paula (Gálvez)        |
| 12.°   | La Unión (Colón)            |
| 13.°   | Central Entrerriano         |
| 14.°   | Universidad de Buenos Aires |
| 15.°   | Deportivo Valle Inferior    |
| 16.°   | Echagüe                     |

|  | Ascenso a la Liga Nacional. |
|  | Descenso a la Liga "B".     |

## Final por el ascenso
|             | Belgrano (San Nicolás) | 84–80 | Newell's Old Boys | San Nicolás de los Arroyos          |  |  |
|             |                        |       |                   |                                     |  |  |
|             |                        |       |                   | Pabellón: Estadio Fortunato Bonelli |  |  |
| serie 1 - 0 |                        |       |                   |                                     |  |  |
|             |                        |       |                   |                                     |  |  |

|             | Belgrano (San Nicolás) | 97–81 | Newell's Old Boys | San Nicolás de los Arroyos          |  |  |
|             |                        |       |                   |                                     |  |  |
|             |                        |       |                   | Pabellón: Estadio Fortunato Bonelli |  |  |
| serie 2 - 0 |                        |       |                   |                                     |  |  |
|             |                        |       |                   |                                     |  |  |

|             | Newell's Old Boys | 72–91 | Belgrano (San Nicolás) | Rosario                          |  |  |
|             |                   |       |                        |                                  |  |  |
|             |                   |       |                        | Pabellón: Estadio Claudio Newell |  |  |
| serie 0 - 3 |                   |       |                        |                                  |  |  |
|             |                   |       |                        |                                  |  |  |